# Atemnidae
Famille
Les Atemnidae sont une famille de pseudoscorpions. 
Elle comporte près de 200 espèces dans 20 genres.

## Distribution
Les espèces de cette famille se rencontrent en Afrique, en Asie, en Océanie, en Amérique et en Europe.

## Liste des genres
Selon Pseudoscorpions of the World (version 3.0) :
- Atemninae Kishida, 1929
  - Anatemnus Beier, 1932
  - Atemnus Canestrini, 1884
  - Athleticatemnus Beier, 1979
  - Catatemnus Beier, 1932
  - Cyclatemnus Beier, 1932
  - Mesatemnus Beier & Turk, 1952
  - Metatemnus Beier, 1932
  - Micratemnus Beier, 1932
  - Oratemnus Beier, 1932
  - Paratemnoides Harvey, 1991
  - Stenatemnus Beier, 1932
  - Synatemnus Beier, 1944
  - Tamenus Beier, 1932
  - Titanatemnus Beier, 1932
  - † Progonatemnus Beier, 1955
- Miratemninae Beier, 1932
  - Brazilatemnus Muchmore, 1975
  - Caecatemnus Mahnert, 1985
  - Diplotemnus Chamberlin, 1933
  - Miratemnus Beier, 1932
  - Nilotemnus Klausen, 2009
  - Tullgrenius Chamberlin, 1933

Le genre Trinidatemnus a été placé en synonymie avec Paratemnoides par Judson en 2016.

## Publication originale
- Kishida, 1929 : On the criteria to classify chelifers. Lansania, vol. 1, p. 124.